# Viena and the Fantomes
Pour plus de détails, voir Fiche technique et Distribution.
Viena and the Fantomes est un film américain réalisé par Gerardo Naranjo, sorti en 2020.

## Fiche technique
- Titre : Viena and the Fantomes
- Réalisation : Gerardo Naranjo
- Scénario : Gerardo Naranjo
- Musique : Will Patterson
- Pays d'origine : États-Unis
- Genre : drame
- Date de sortie : 2020

## Distribution
- Dakota Fanning : Viena
- Jeremy Allen White : Freddy
- Frank Dillane : Keyes
- Olivia Luccardi : Rebecca
- Sarah Steele : Loona
- Philip Ettinger (en) : Boyer
- Ryan LeBoeuf : Paul
- Caleb Landry Jones : Albert
- Zoë Kravitz : Madge
- Evan Rachel Wood : Susi
- Jon Bernthal : Monroe